# Haam

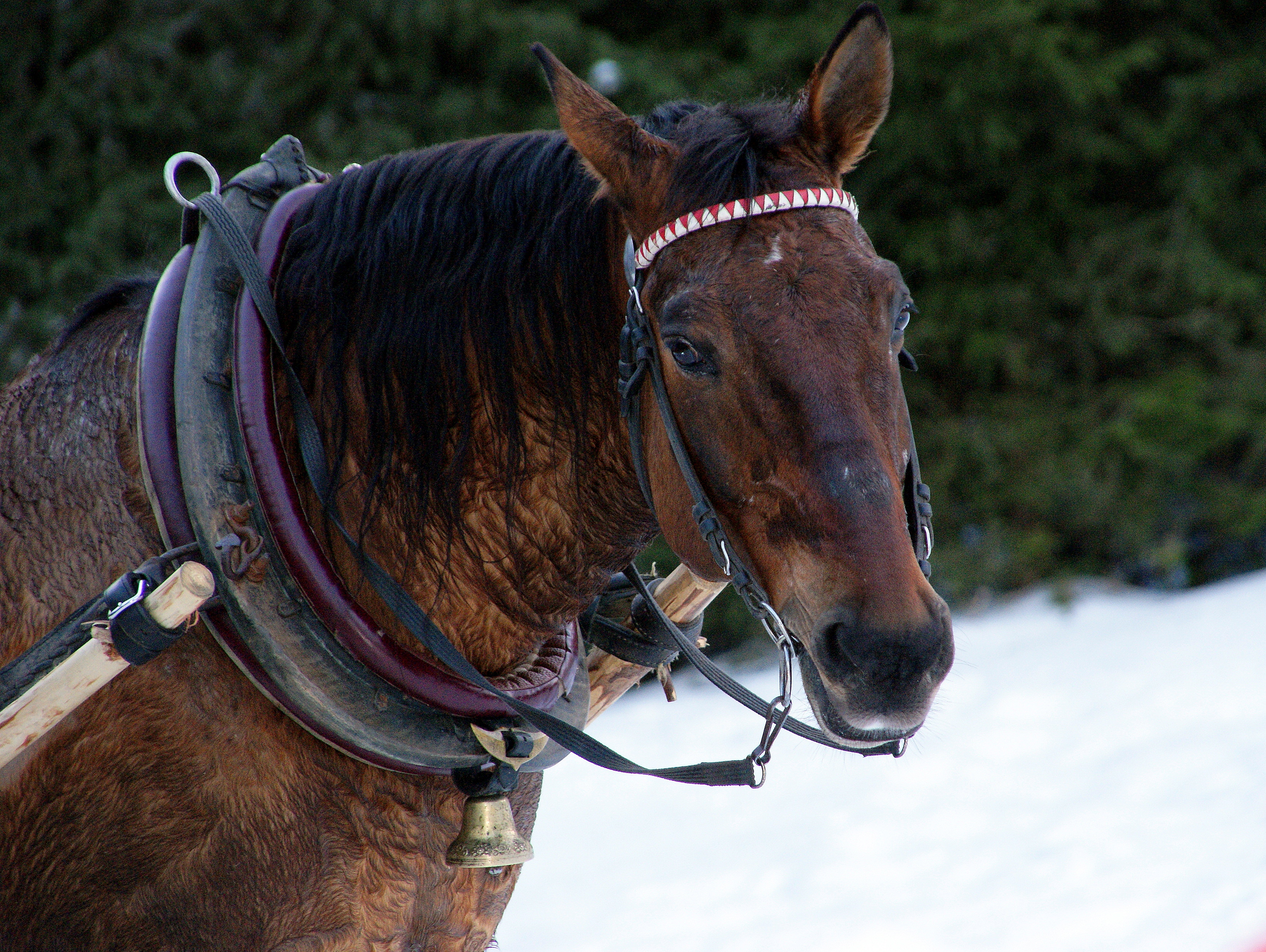
Een paard met een haam in Polen

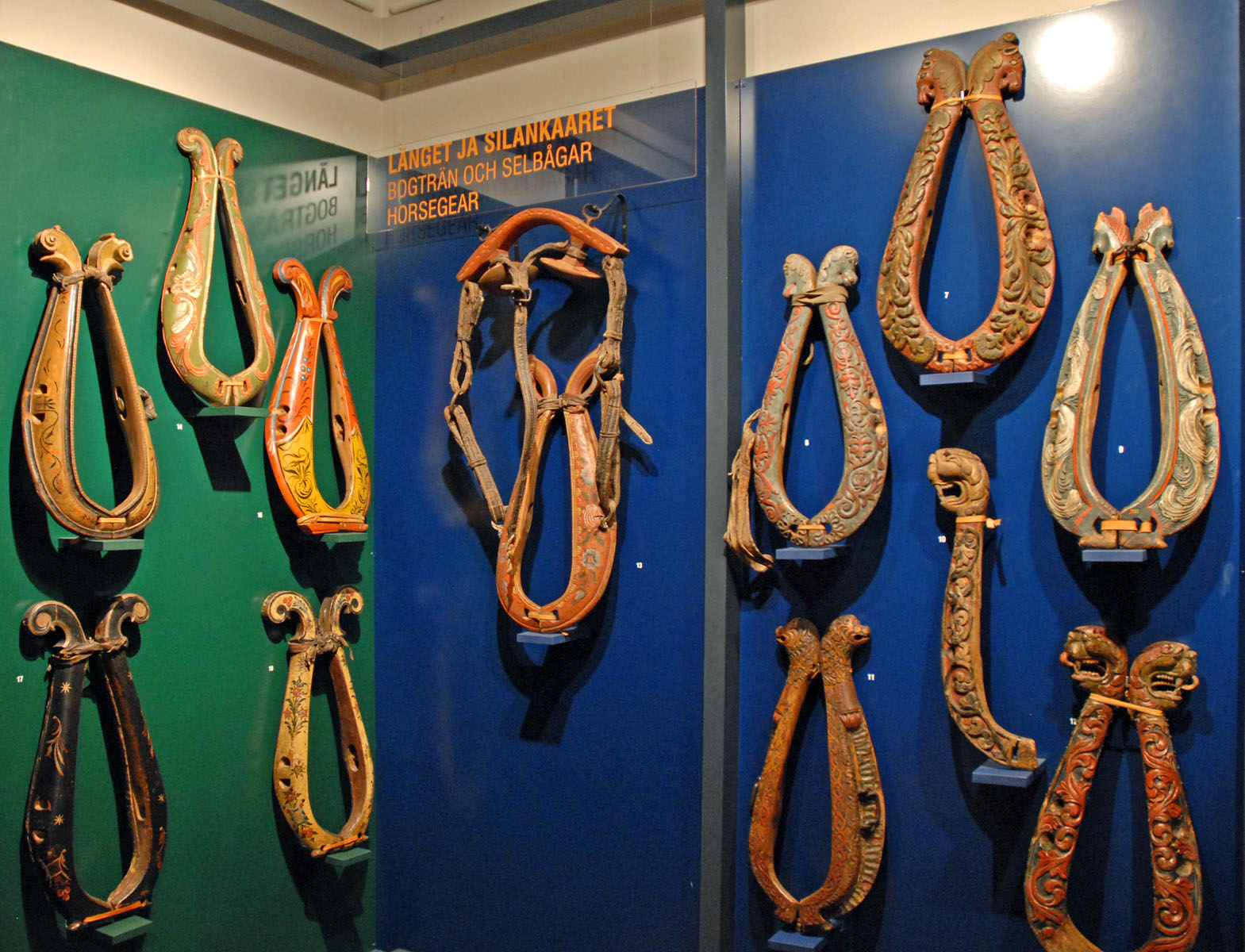
Een verzameling houten hamen in Finland

Een haam is een houten, vaak tweedelig halsjuk dat om de hals van een trekdier wordt geplaatst om met behulp van strengen een voertuig, landbouwwerktuig of andere last te kunnen trekken.
Een haam is grosso modo ellipsvormig, maar het aanzicht verschilt naargelang het soort trekdier: er zijn hamen voor paarden, ossen, ezels, honden en ook regionale tradities spelen hierbij een rol. De functie is vergelijkbaar met die van een gareel dat echter gewoonlijk uit één stuk is en van leer gemaakt wordt.

## Geschiedenis
Lange tijd dachten veel historici dat het haam een belangrijke middeleeuwse uitvinding was die een inefficiënt tuig verving dat paarden verstikte. Anderen waren de mening toegedaan dat het haam tijdens de middeleeuwen vanuit China in Europa werd geïntroduceerd. Beide zienswijzen worden sinds het einde van de 20e eeuw verworpen door historici en archeologen die gespecialiseerd zijn in vervoer en landbouw tijdens de oudheid en de middeleeuwen.
Dat het haam tijdens de vroege middeleeuwen werd uitgevonden is een hypothese van Richard Lefebvre des Noëttes, een Franse cavalerie-officier. In zijn boeken 'La Force Motrice Animale à Travers les Âges' (1924) en 'L’attelage et le cheval de selle à travers les âges' (1931) reconstrueerde hij aan de hand van oude afbeeldingen het paardentuig dat gebruikt werd voor de 'uitvinding' van het haam. Zijn gereconstrueerd tuig bestond uit een riem die tegen de keel van het paard drukte, terwijl het juk bijna op de gevoelige schoft lag. Hieruit concludeerde Lefebvre des Noëttes dat het paard door dit tuig gewurgd zou worden als het te hard zou trekken. De uitvinding van het haam maakte het volgens hem mogelijk het paard in te zetten in het vervoer en in de landbouw wat leidde tot een revolutie in beide sectoren.
Jean Spruytte, een andere Franse cavalerie-officier, publiceerde in 1977 het boek 'Études experimentales sur l’attelage' waarin hij aantoonde dat Lefebvre des Noëttes in zijn reconstructie twee soorten tuigen – schoudertractie en borsttractie – door elkaar had gehaald en daardoor de foutieve conclusie had getrokken dat het tuig het paard kon verstikken. De discussies die in de decennia daarna gevoerd werden, brachten historici en archeologen als Georges Raepsaet en Gail Brownrigg tot de overtuiging dat er geen sprake was van een uitvinding. Frankische boeren hadden gaandeweg alle elementen verbeterd waaruit het Romeinse tuigage voor paarden bestond, zoals het haam, de strengen, de evenaar en de singels. In combinatie resulteerden de verbeteringen in een vergrote trekkracht, waardoor het paard de os kon vervangen als trekdier voor ploegen en zwaar beladen wagens.
De claim dat het haam een Chinese vinding was die naar Europa werd overgebracht is van historicus Joseph Needham. Hij publiceerde dat in het hoofdstuk 'Mechanical Engineering' van zijn werk over Chinese technologie 'Science and Civilisation in China' (Volume IV, Part 2) uit 1965. Zijn bewijs is gebaseerd op de interpretatie van 9e-eeuwse fresco's uit Dunhuang waarin een paard wordt getoond dat een voertuig trekt met een tuig dat volgens hem een haam is. De Chinese vinding zou zijn overgenomen door Centraal-Aziatische ruiters en zich via hen verspreid hebben tot in Europa, dat tegen het jaar 1000 werd bereikt. Er zijn echter zoveel verschillen tussen zowel de voertuigconstructie als het tuig, dat het onwaarschijnlijk lijkt dat er een directe relatie bestaat tussen het Chinese en het Europese paardentuig. Beide lijken zich parallel, maar onafhankelijk van elkaar ontwikkeld te hebben.

## Etymologie
De eigenlijke betekenis van haam is ‘omhulsel’. Het woord is verwant met hemd, hemel en lichaam.